# Kim Ok-vin
Đây là một tên người Triều Tiên, họ là Kim.
Kim Ok-vin (sinh ngày 3 tháng 1 năm 1987), hay còn được gọi là Kim Ok-bin, là một nữ diễn viên người Hàn Quốc. Cô lần đầu ra mắt trong một cuộc thi sắc đẹp trực tuyến được tổ chức bởi Naver năm 2004 và bắt đầu sự nghiệp diễn xuất của mình  vào năm 2005 với vai chính trong phim kinh dị Voice. Cô được biết đến qua các bộ phim truyền hình Cô dâu Hà Nội (2005), Over the Rainbow (2006), Biên niên sử Arthdal (2019) và phim điện ảnh Gái hư trường Dasepo (2006), The Accidental Gangster and the Mistaken Courtesan (2008), Ác nữ báo thù (2017).
Kim Ok-vin đã nhận được một số đề cử giải thưởng và nhận giải "Nữ diễn viên xuất sắc nhất" tại Liên hoan phim Sitges năm 2009 cho vai diễn của mình trong phim điện ảnh Thirst.

## Tiểu sử
Kim Ok-vin sinh ngày 3 tháng 1 năm 1987 tại Suncheon, Jeollanam-do, Hàn Quốc và lớn lên tại Gwangyang. Cô là chị cả trong gia đình có 3 chị em và là chị gái của nữ diễn viên Chae Seo-jin.
Từ nhỏ, cô đã theo học võ thuật và đã đạt được đai đen hạng ba môn Hapkido và đai đen hạng hai môn Taekwondo. Cô cũng theo học muay Thái và quyền anh. Ngoài ra cô có đam mê với ô tô và xe phân khối lớn, đua tốc độ, lập trình máy tính, các môn thể thao như bóng đá và bóng chày. Chỉ số IQ của cô được biết là 141 (theo bài kiểm tra ở trường tiểu học) và là người thuận cả hai tay.

## Tranh cãi
Cô từng nhận chỉ trích sau khi chia sẻ trên truyền hình rằng "Tôi nghĩ những người đàn ông khoa trương mà lại sử dụng thẻ giảm giá trong buổi hẹn đầu tiên sẽ làm hỏng tâm trạng cả buổi." Một số người sau đó đã gọi cô là dwenjangnyeo, từ lóng rất hay dùng để chỉ những cô gái chỉ biết dựa vào bố mẹ hay bạn trai giàu có hơn là tiền mình kiếm được. Mặt khác, nhiều người cho rằng câu nói của cô không phải điều gì quá to tát và không nên coi đó là sai lầm, chỉ là do sở thích cá nhân của cô. Cũng có ý kiến cho rằng đó có thể là do kịch bản và không phải chủ đích của cô. Tuy nhiên việc này đã ảnh hưởng tiêu cực đến danh tiếng của Kim Ok-vin, dù sau đó cô đã giải thích rằng lời chia sẻ đã bị đưa ra khỏi ngữ cảnh.

## Sự nghiệp

### 2004–2008: Khởi đầu
Kim Ok-vin xuất hiện lần đầu tiên trong một cuộc thi sắc đẹp trực tuyến được tổ chức bởi cổng thông tin Naver vào năm 2004. Mặc dù có ít kinh nghiệm diễn xuất trước đó, cô đã được chọn vào vai chính trong bộ phim kinh dị Voice năm 2005, vai diễn đã giúp cô có được đề cử cho "Nữ diễn viên mới xuất sắc nhất" tại hai lễ trao giải danh giá Blue Dragon Film Awards và Baeksang Arts Awards.
Kim Ok-vin tiếp theo đóng vai chính trong Cô dâu Hà Nội, một bộ phim truyền hình đặc biệt của SBS được phát sóng trong các ngày lễ Chuseok để kỷ niệm 30 năm Chiến tranh Việt Nam. Vai diễn cô gái Việt Nam, Lý Thị Vũ, đã thu hút sự chú ý của đạo diễn phim E J-yong, người sau đó đã chọn cô như nhân vật chính trong bộ phim năm 2006 của anh, Gái hư trường Dasepo, dựa trên một truyện tranh nổi tiếng.
Năm 2006, Kim Ok-vin thử vai cho bộ phim truyền hình Hello, God của KBS và sau khi gây ấn tượng với đạo diễn Ji Yeong-soo bằng quyết tâm mãnh liệt của mình, cô đã được giao một vai chính là kẻ lừa gạt tự tin, Seo Eun-hye. Trong quá trình quay phim, cô hoài nghi về bản thân, nói rằng, "Tôi đã từng khóc hai hoặc ba lần mỗi ngày khi buổi ghi hình bắt đầu vì tôi cảm thấy mình là một nữ diễn viên rác rưởi." và với một lịch trình chặt chẽ cho phép cô ấy ít hơn hai giờ giấc ngủ mỗi ngày, có thông tin là cô đã từng ngất xỉu trên phim trường. Cuối năm đó, cô xuất hiện trong bộ phim truyền hình Over the Rainbow của MBC với vai ca sĩ nhạc pop đầy tham vọng, Jeong Hee-su, một phần đòi hỏi cô phải hát và thành thạo các động tác nhảy khó khăn. Nhà sản xuất bộ phim, Han Hee khen ngợi Kim Ok-vin, nói rằng, "Cô ấy là một nữ diễn viên mạnh mẽ. Cô ấy rất nhiệt tình về vai diễn của mình với thái độ gần như cầu toàn." Tuy nhiên, cô đã khiến mọi người lo lắng khi thừa nhận chỉ ăn một bữa mỗi ngày khi quay phim.
Trong bộ phim tiếp theo của cô, The Accidental Gangster and the Mistaken Courtesan, cô đóng vai chính cùng với Lee Jung-jae trong vai một kisaeng thời Joseon. Cô nói rằng cô đã gặp khó khăn khi lần đầu diễn xuất trong phim cổ trang, nhưng đã được giúp đỡ bởi đạo diễn Yeo Gyoon-dong và học múa truyền thống Hàn Quốc trong hai tháng. Bộ phim được khởi chiếu tại Hàn Quốc vào tháng 12 năm 2008.

### 2008-nay: Nổi tiếng và đột phá trong sự nghiệp
Vào tháng 2 năm 2008, Kim Ok-vin được công bố là nữ chính của phim điện ảnh Thirst của Park Chan-wook, một phần đòi hỏi nhiều cảnh tình cảm với bạn diễn Song Kang-ho. Kim Ok-vin cảm thấy rằng cô đã học được nhiều từ khi làm việc cùng với Song Kang-ho, trong khi Park Chan-wook khen ngợi sự linh hoạt của cô trong việc thể hiện các khía cạnh khác nhau cho nhân vật của mình. Thirst đứng đầu phòng vé Hàn Quốc trong tuần lễ khai mạc với hơn một triệu lượt xem và được mời tham dự Liên hoan phim Cannes 2009, nơi nó nhận được Giải thưởng của Ban Giám khảo. Cô cũng là người đồng nhận giải "Nữ diễn viên xuất sắc nhất" tại Liên hoan phim Sitges lần thứ 42 (cùng với nữ diễn viên Elena Anaya cho Hierro) và nhận được thêm đề cử tại Blue Dragon Film Awards, Green Globe Film Awards và Baeksang Arts Awards.
Kim Ok-vin hợp tác với đạo diễn E J-yong một lần nữa cho Actresses, một bộ phim có kinh phí thấp, trong đó cô và năm nữ diễn viên hàng đầu Hàn Quốc khác thể hiện mình trong một buổi chụp hình trên tạp chí Vogue đặc biệt. Giống như các bạn diễn của mình, Kim Ok-vin đồng ý tham gia không cần cát-xê. Bộ phim được khởi chiếu vào ngày 10 tháng 12 năm 2009.

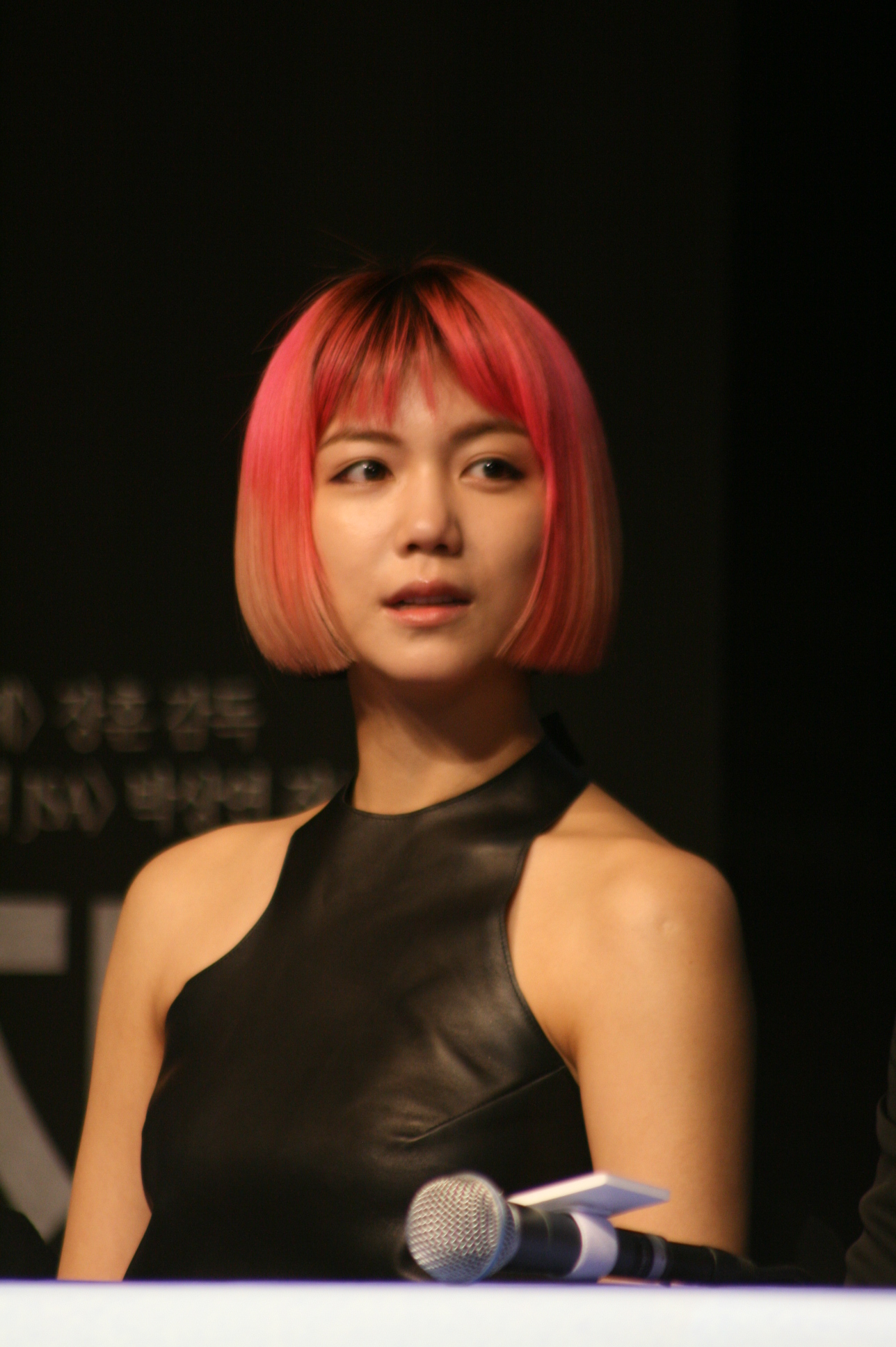
Kim Ok-vin vào năm 2011.

Năm 2011, Kim Ok-vin xác nhận đóng cặp với Eric Mun trong bộ phim hành động Poseidon của KBS, dự kiến phát sóng vào tháng 7 năm 2011. Tuy nhiên, việc sản xuất đã bị hủy sau Trận pháo kích Yeonpyeong xảy ra vào tháng 11 năm 2010. Sau đó, Kim Ok-vin xuất hiện trong phim điện ảnh chiến tranh Mặt trận, đóng vai một người bắn tỉa.
Sau đó, Kim Ok-vin một lần nữa làm việc với E J-yong trong đoạn ngắn How to Fall in Love in 10 Minutes, như một phần của bộ phim Cine Note do Samsung Galaxy Note tài trợ. E J-yong đã liên lạc với các diễn viên mà anh ấy thân thiết và đề nghị họ vai diễn và hầu hết trong số họ chấp nhận mà không cần cát-xê dựa trên tình bạn và lòng trung thành của họ với anh ấy, bao gồm Kim Ok-vin. Quá trình làm phim sau đó đã được mô tả trong Behind the Camera, Mockumentary năm 2013 của E J-yong với một khái niệm tương tự như Actresses.
Năm 2012, Kim Ok-vin đã nhuộm tóc hồng cho phim điện ảnh hài Bước qua xác tôi, nói rằng cô rất thích đóng phim và là một fan hâm mộ của thể loại này. Sau đó, cô đóng vai chính trong bộ phim khoa học viễn tưởng 11 A.M., được phát hành vào nửa cuối năm 2013.
Kim Ok-vin trở lại màn ảnh nhỏ vào năm 2013 trong bộ phim cổ trang Thanh gươm và bông hoa của KBS lấy bối cảnh ở triều đại Goguryeo, đây cũng là bộ phim truyền hình đầu tiên của cô sau bảy năm. Năm 2014, Kim Ok-vin đóng vai một kẻ móc túi trong loạt phim hài Siêu đạo chích của JTBC.  Sau đó, cô tham gia phim điện ảnh Minority Opinion cùng với Yoon Kye-sang và Yoo Hae-jin, hoàn tất ghi hình năm 2013 và được phát hành tại các rạp chiếu phim vào năm 2015.
Năm 2017, Kim Ok-vin đóng vai chính trong phim điện ảnh hành động Ác nữ báo thù. Phim được công chiếu ra mắt tại Liên hoan phim Cannes 2017 diễn ra vào tháng 5 năm 2017 và Kim Ok-vin một lần nữa bước lên thảm đỏ tại Liên hoan phim Cannes sau Người tình ma cà rồng.[3][4] Phim được công chiếu tại Hàn Quốc vào ngày 8 tháng 6 năm 2017. Tại Việt Nam, phim được khởi chiếu vào ngày 28 tháng 7 năm 2017 với nhãn C18.[5]
Năm 2018, Kim Ok-vin đóng vai chính trong phim điện ảnh kinh dị quân sự The Discloser. Cùng năm đó, cô trở lại màn ảnh nhỏ trong bộ phim kinh dị giả tưởng Đứa con rơi của thượng đế của OCN.
Vào mùa hè năm 2018, Kim Ok-vin đã xác nhận sự xuất hiện của mình trong Biên niên sử Arthdal, bộ phim được mong đợi nhất trong nửa đầu năm 2019, đóng cùng với Jang Dong-gun, Song Joong-ki và Kim Ji-won.

## Danh mục phim

### Phim điện ảnh
| Năm  | Tên phim                                           | Vai            | Ghi chú                |
| ---- | -------------------------------------------------- | -------------- | ---------------------- |
| 2005 | Voice                                              | Park Young-eon |                        |
| 2006 | Arang                                              |                | Khách mời              |
| 2006 | Gái hư trường Dasepo                               | Cô gái nghèo   |                        |
| 2008 | The Accidental Gangster and the Mistaken Courtesan | Seol-ji        |                        |
| 2009 | Người tình ma cà rồng                              | Tae-ju         |                        |
| 2009 | Actresses                                          | Chính mình     | Đồng thời là biên kịch |
| 2011 | Mặt trận                                           | Cha Tae-gyeong |                        |
| 2012 | Bước qua xác tôi                                   | Han Dong-hwa   |                        |
| 2013 | Behind the Camera                                  | Chính mình     |                        |
| 2013 | 11 A.M.                                            | Young-eun      |                        |
| 2015 | Minority Opinion                                   | Gong Soo-kyung |                        |
| 2017 | Ác nữ báo thù                                      | Sook-hee       |                        |
| 2018 | The Discloser                                      | Jung-sook      |                        |

### Phim truyền hình
| Năm  | Tên phim                  | Vai                        | Kênh      | Ghi chú                             |
| ---- | ------------------------- | -------------------------- | --------- | ----------------------------------- |
| 2005 | Cô dâu Hà Nội             | Lý Thị Vũ                  | SBS       |                                     |
| 2006 | Hello, God                | Seo Eun-hye                | KBS2      |                                     |
| 2006 | Over the Rainbow          | Jeong Hee-su               | MBC       | Thể hiện ca khúc nhạc phim "Start"  |
| 2007 | Cuộc chiến kim tiền       | Lee Soo-young              | SBS       | Xuất hiện trong 4 tập chiếu bổ sung |
| 2013 | Thanh gươm và bông hoa    | Công chúa So-hee/Moo-young | KBS2      |                                     |
| 2014 | Siêu đạo chích            | Kang Yoo-na                | JTBC      |                                     |
| 2017 | Đứa con rơi của thượng đế | Kim Dan                    | OCN       |                                     |
| 2018 | Biên niên sử Arthdal      | Tae Al-ha                  | tvN       |                                     |
| 2021 | Dark Hole                 | Lee Hwa Sun                | OCN-TVING |                                     |
| 2023 | Love To Hate You          | Yeon Mi Ran                | Netflix   |                                     |

### Video ca nhạc
| Năm  | Tên bài hát      | Nghệ sĩ        |
| ---- | ---------------- | -------------- |
| 2004 | "A Cold Heart"   | Lee Seung-chul |
| 2006 | "Tomorrow"       | Hwanhee        |
| 2006 | "Dangerous Love" | Lena Park      |
| 2007 | "Absentmindedly" | Zi-A           |

## Giải thưởng và đề cử
| Năm  | Giải thưởng                  | Hạng mục                                                      | Đề cử                                              | Kết quả   | Nguồn  |
| ---- | ---------------------------- | ------------------------------------------------------------- | -------------------------------------------------- | --------- | ------ |
| 2005 | 26th Blue Dragon Film Awards | Nữ diễn viên mới xuất sắc nhất                                | Voice                                              | Đề cử     | [ 39 ] |
| 2006 | 42nd Baeksang Arts Awards    | Nữ diễn viên mới xuất sắc nhất                                | Voice                                              | Đề cử     | [ 40 ] |
| 2006 | MBC Drama Awards             | Giải thưởng của PD                                            | Over the Rainbow                                   | Đoạt giải | [ 41 ] |
| 2006 | MBC Drama Awards             | Nữ diễn viên mới xuất sắc nhất                                | Over the Rainbow                                   | Đề cử     |        |
| 2006 | KBS Drama Awards             | Nữ diễn viên mới xuất sắc nhất                                | Hello, God                                         | Đề cử     |        |
| 2009 | 45th Baeksang Arts Awards    | Nữ diễn viên mới xuất sắc nhất                                | The Accidental Gangster and the Mistaken Courtesan | Đề cử     |        |
| 2009 | Sitges Film Festival         | Nữ diễn viên xuất sắc nhất                                    | Thirst                                             | Đoạt giải | [ 42 ] |
| 2009 | 30th Blue Dragon Film Awards | Nữ diễn viên xuất sắc nhất                                    | Thirst                                             | Đề cử     |        |
| 2010 | Green Globe Film Awards      | Nữ diễn viên quốc tế xuất sắc nhất                            | Thirst                                             | Đề cử     |        |
| 2010 | 46th Blue Dragon Film Awards | Nữ diễn viên xuất sắc nhất                                    | Thirst                                             | Đề cử     |        |
| 2013 | KBS Drama Awards             | Nữ diễn viên xuất sắc nhất, thể loại phim truyền hình dài tập | Thanh gươm và bông hoa                             | Đề cử     |        |
| 2014 | 3rd APAN Star Awards         | Nữ diễn viên xuất sắc nhất, thể loại phim truyền hình         | Siêu đạo chích                                     | Đoạt giải |        |
| 2015 | 51st Baeksang Arts Awards    | Nữ diễn viên xuất sắc nhất, thể loại phim truyền hình         | Siêu đạo chích                                     | Đề cử     |        |
| 2017 | 26th Buil Film Awards        | Nữ diễn viên xuất sắc nhất                                    | Ác nữ báo thù                                      | Đề cử     |        |
| 2017 | 1st The Seoul Awards         | Nữ diễn viên xuất sắc nhất, thể loại phim điện ảnh            | Ác nữ báo thù                                      | Đề cử     |        |
| 2017 | 54th Grand Bell Awards       | Nữ diễn viên xuất sắc nhất                                    | Ác nữ báo thù                                      | Đề cử     |        |
| 2017 | 38th Blue Dragon Film Awards | Nữ diễn viên xuất sắc nhất                                    | Ác nữ báo thù                                      | Đề cử     | [ 43 ] |
| 2018 | 54th Baeksang Arts Awards    | Nữ diễn viên xuất sắc nhất, thể loại phim điện ảnh            | Ác nữ báo thù                                      | Đề cử     | [ 44 ] |
| 2018 | 23rd Chunsa Film Art Awards  | Nữ diễn viên xuất sắc nhất                                    | Ác nữ báo thù                                      | Đoạt giải | [ 45 ] |